# Amira Arfaoui
Amira Arfaoui (* 8. August 1999 in Bern) ist eine Schweizer Fussballspielerin. Seit der Saison 2024/25 spielt sie für den SV Werder Bremen und seit 2020 für die Schweizer Nationalmannschaft.

## Leben
Arfaoui wuchs im Berner Stadtteil Bümpliz auf. Ihre Familie hat Wurzeln in Tunesien.

## Karriere

### Vereine
Arfaoui begann im Alter von 14 Jahren beim BSC Young Boys Fussball zu spielen, nachdem sie zuvor zahlreiche andere Sportarten ausprobiert hatte. Als Juniorin gewann sie mit YB drei nationale Titel. Sie debütierte mit 15 Jahren in der Nationalliga A. Im Sommer 2019 wechselte sie zum FC Basel. 2020 wechselte sie zum Servette FCCF. Bei Servette kam sie zu zwei Einsätzen in der Champions League. Seit Juli 2021 spielt sie beim Bayer 04 Leverkusen mit der Nummer 17 und hat einen Zweijahresvertrag. Sie spielt auf der Position Mittelfeld.
Am 2. Januar 2024 wurde sie als erster Winterneuzugang auf der Website des 1. FC Nürnberg präsentiert. Mit dem Abschlussspiel der Bundesligahinrunde am 28. Januar 2024 (11. Spieltag) gab sie ihr Pflichtspieldebüt im Auswärtsspiel gegen den MSV Duisburg von Beginn an.
Nach dem Abstieg des 1. FC Nürnberg in die 2. Bundesliga wurde sie zur Saison 2024/25 vom Bundesligisten Werder Bremen unter Vertrag genommen.

### Nationalteam
Arfaouis Länderspielkarriere begann 2015, als sie für eine verletzte Spielerin ins Kader der U17-Nationalmannschaft für die Europameisterschaft in Island nachrückte. Nachdem sie das Tor zum 1:0-Halbfinalsieg über die U17-Nationalmannschaft Deutschlands geschossen hatte, wurde sie nach der Finalniederlage gegen die U17-Nationalmannschaft Spaniens mit dem Team Vize-Europameister. Ihr erstes und bislang einziges Spiel für die A-Nationalmannschaft bestritt sie am 14. Januar 2020 gegen die Nationalmannschaft Maltas. Nach der Verletzung von Iman Beney kurz vor dem Turnier wurde sie für die Weltmeisterschaft 2023 nachnominiert, sie kam während der Endrunde jedoch zu keinem Einsatz. Die Schweiz schied im Achtelfinal aus.

## Erfolge
- DFB-Pokal-Finalistin: 2024/25